# Yang Zengxin
Yang Zengxin (楊增新, 1867 - 7 juillet 1928) est un général chinois et gouverneur de la province chinoise du Xinjiang, sous le gouvernement de Beiyang (1912–1928) de la révolution de 1911 jusqu'à son assassinat en 1928.

## Biographie
Yang Zengxin, d'ethnie Han, a des connexions avec les importantes familles musulmanes du Yunnan et est un expert de l'Islam et de la culture islamique.

### Magistrat au Gansu
En 1897, alors qu'il est magistrat de la préfecture de Hezhou, il écrit un essai sur le soufisme menhuan (en).

### Gouverneur du Xinjiang
Ma Yuanzhang (en), un cheikh du soufisme de l'ordre Jahriyya (en), apporte son soutien à Yang Zengxin pour s'emparer du pouvoir au Xinjiang. Il lui fournit une importante armée de Hui musulmans, issus principalement des fidèles des mosquées Jahriyya.
Le général musulman Ma Anliang (en), en coopération avec le magistrat Yang Zengxin, tente d'arrêter et d'exécuter le chef de la secte islamiste Yihewani (en) Ma Wanfu (en). Ma Qi, l'un des subordonnés de Ma Anliang, mène une opération de sauvetage et apporte Ma Wanfu à Xining. Ma Anliang et Yang Zengxin sont tous deux des monarchistes et ne croient pas au républicanisme, ayant chacun servis dans l'armée Qing.

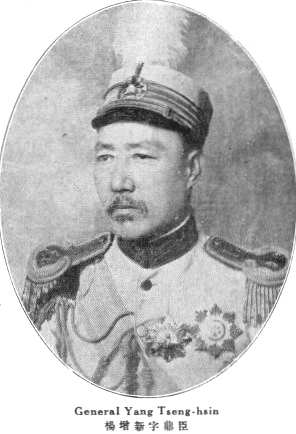
Général Yang Zengxin

Yang accède au pouvoir après avoir défait les révolutionnaires qui ont provoqué la fuite du gouverneur Qing Yuan Dahua (zh) (袁大化) durant la révolution chinoise de 1911. Les révolutionnaires Ili et la société secrète Gelaohui (en) sont éliminés par Yang qui nomme Ma Fuxing à la tête de ses troupes de 2 000 Hui pour éliminer ses rivaux. Le président Yuan Shikai reconnaît son pouvoir et Yuan soutient en échange la restauration de l'empire en invitant des rebelles républicains anti-Yuan à un banquet et en les faisant décapiter le jour de la nouvelle année 1916. Yang croit que la monarchie est le meilleur système possible pour la Chine, et quelques voyageurs occidentaux notent qu'il est un ancien mandarin à la différence des gouverneurs républicains des autres provinces.
Yang reçoit le titre de comte de premier rang (一等伯, Yī děng bó) de la part de Yuan Shikai.
En 1917, le président Li Yuanhong nomme Fan Yaonan (zh) pour surveiller Yang et, si possible, le remplacer. Yang reconnaît toujours que toutes les factions font partie du gouvernement de Beiyang afin d'éviter les troubles. Le règne de Yang permet au Xinjiang de vivre relativement en paix comparée à d'autres provinces sous contrôle de seigneurs de la guerre. Cependant, il dirige de façon dictatoriale et exécute de nombreux dissidents. Il taxe les Kazakhs, les Ouïghours, et d'autres minorités sont spoliées. Les habitants ont cependant l'interdiction d'abuser des minorités et Yang avertit ses sujets musulmans sur le danger que représente l'URSS en déclarant « Évitez de vous associer à ce peuple sans religion et qui voudrait vous faire du mal et voler vos femmes ».
Yang s'appuie sur les Hui musulmans pour renforcer son contrôle du Xinjiang. Ils sont différents des Han et des Ouïghours car ils bénéficient de hautes fonctions dans l'armée et le gouvernement provincial.
Certains factions ouïghours furent de féroces opposants à Yang. Celle des Agtachlik avait pour coutume de couper le haut des melons en récitant la basmala avant de le découper, et les Qarataghliks (Ouïghours des montagnes noires) moins pieux découpait les melons sans réciter le nom de Dieu. Ils étaient pro-Chinois, et heureux de vivre sous la juridiction chinoise, alors que les Agtachlik étaient hostiles au pouvoir chinois.
Ma Fuxing est nommé Titai de Kachgar (de 1916 à 1924) par Yang, qui ordonne à Ma Shaowu d'assassiner Ma Fuxing en 1924. Ma Shaowu est ensuite nommé Daotai de Kachgar.
Le 1er juillet 1928, Yang reconnaît le gouvernement nationaliste de Nankin. Il est assassiné six jours plus tard pendant un banquet par Fan Yaonan qui avait gravi les échelons dans le régime de Yang mais celui-ci n'avait jamais eu confiance en lui. Sa motivation semble être le refus de Yang de mettre en place un conseil nationaliste pour gouverner le Xinjiang. La mort de Yang est vengée presque immédiatement par Jin Shuren. Manquant de ressources pour chasser ce dernier, Nankin reconnaît alors sa succession.

## Déclaration de Yang Zengxin sur l'ethnie Hui
« La troisième raison est qu'à l'époque où les Turcs musulmans s'étaient rebellés dans les premières années du règne de Guangxu, les « cinq divisions d'élite » furent menées au col où se trouvaient les troupes Dungan (chinois musulmans) par le gouverneur Liu Jintang. Les commandants militaires Dungan comme Cui Wei ou Hua Dacai, furent alors encerclés. Certains généraux se comportèrent cependant en grand mérite. Quand Cen Shuying était chargé des affaires militaires du Yunnan, les troupes et les généraux musulmans qu'il utilisait étaient composés de nombreux rebelles, et c'est grâce à eux que la rébellion musulmane du Yunnan fut pacifiée. Il existe des exemples qui démontrent que les troupes musulmanes peuvent être utilisées efficacement même quand des soulèvements musulmans sont en cours. De plus, depuis l'établissement de la République, les Dungan n'ont pas montré le moindre soupçon de trahison qui pourraient suggérer qu'ils sont peu fiables. »